# DCE Distributed File System
DCE Distributed File System o DCE DFS es un protocolo de nivel de aplicación, según el Modelo OSI. Es utilizado para sistemas de archivos distribuido de DCE en un entorno de red de computadoras de área local. Posibilita que distintos sistemas conectados a una misma red accedan a ficheros remotos como si se tratara de locales, permite agrupar archivos repartidos en diferentes máquinas, en un espacio de nombres único.

## Generalidades
Se basó en la versión 4 de AFS, pero con ligeras diferencias.Una de las más importantes radica en que en DFS, un nodo puede ser cliente y servidor a la vez, evitando así la necesidad de cachés locales en el lado del cliente. Otra diferencia es que utiliza una transferencia de archivos en bloques de 64 Kb, frente a la transferencia completa de archivos presente en su antecesor.
Las operaciones se basan en los conceptos de testigos y contratos, tokens y leases, con un tiempo de expiración. Es decir, para realizar cualquier operación sobre un fichero se requiere el testigo correspondiente, que debe ser enviado al servidor de ficheros. Tras esto el cliente tendrán un contrato para realizar operaciones sobre el fichero escogido, mientras que el servidor habrá cambiado el estado de este para ponerlo en el modo adecuado. Este estado permanecerá inalterado hasta que el servidor reciba la notificación de finalización o el tiempo del contrato haya expirado.